# Juan Carr
Juan Alejandro Carr (Buenos Aires, Argentina; 28 de noviembre de 1961) es un emprendedor social argentino creador de un movimiento social y cultural denominado Red Solidaria que se inicia en el año 1995.
Se desempeñó como profesor de Biología y Química en una escuela de enseñanza media y en la Cátedra de Nutrición en la Facultad de Ciencias Veterinarias de la Universidad de Buenos Aires. En el año 2011 fundó la agencia de comunicación Mundo Invisible.
Fue postulado para el Premio Nobel de la Paz por la Unesco.

## Biografía
Su madre fue profesora de idiomas y su padre abogado. Contrajo matrimonio con María Alemán Paunero, descendiente de Wenceslao Paunero, siendo padres de María, Francisco, Martín, Ana y Josefina Carr Alemán.
Desde los 9 años de edad es Scout. A los 18 años inició una serie de encuentros con los pueblos originarios, con los sectores más postergados de la sociedad y con una serie de visitas a hospitales, hospicios, leprosarios y comedores comunitarios.
Lo primero que hizo al cumplir sus 18 años fue ir a donar sangre, dos meses después misionaba con los pueblos originarios wichis y pilagás en la provincia de Formosa. Trabajó como plomero.
En 1980 ingresó a la Facultad de Ciencias Veterinarias de la Universidad de Buenos Aires y se graduó de médico veterinario. En 1987 le diagnosticaron linfoma no Hodking (cáncer) de ganglios lifáticos). Hasta 1988 luchó contra el cáncer con controles periódicos y quimioterapia. En septiembre de ese año se casó con María. Los médicos le advirtieron que existía una alta probabilidad de no tener hijos, pero finalmente tuvo cinco.
Con 33 años de edad, creó la Red Solidaria junto con tres amigos y con su pareja.

Hay una diferencia que a mí me cuesta mucho trasmitir. Cuando decimos que queremos cambiar el mundo, no es que lo decimos... ¡es que realmente lo queremos cambiar! No es sólo decirlo. Tampoco es sólo un deseo, sino que además tratamos de encarnarlo, de protagonizar el cambio, de vivirlo.
Juan Carr

En 1997, fue elegido Innovador Social (1997) por la Asociación de emprendedores Ashoka de Washington (USA). 
En 1999 fue nominado al Premio Internacional Hilton y en 2002, al "Alternative Noble Prize".
En 2011 fue elegido como el "Emprendedor Social más confiable" votado por los lectores de la revista Reader's Digest Argentina.Fue postulado para el Premio Nobel de la Paz en siete oportunidades. La postulación al Nobel fue realizada por la Unesco.
En el año 2014 fue declarado Ciudadano Ilustre de la ciudad de Buenos Aires, capital de la República Argentina.
En 2019 fue distinguido por la revista Noticias en el rubro de Acción Social.
En 2021 le fue otorgado el reconocimiento como "Personalidad destacada de la Universidad de Buenos Aires", durante los festejos por el Bicentenario de dicha universidad, recibiendo también una medalla personalizada, una moneda acuñada por la Casa de la Moneda y un sello postal del Correo Argentino (especialmente elaborados para la ocasión).
Participó del documental "26 personas para salvar al mundo" transmitido por el canal Infinito.

## Red Solidaria
Creada en febrero de 1995, con Red Solidaria ha participado en incontables campañas, emergencias y movimientos sociales. Actualmente la Red cuenta con 74 sedes en el interior de la Argentina y unos 1.200 voluntarios.
Esta organización comunitaria, cuenta con 1.100.000 colaboradores y se triplica este número en situaciones de emergencia.

No es asociación, ni organización. No tiene papeles ni personería. Es un "hecho cultural". Somos los ciudadanos organizándonos y comprometiéndonos con la sociedad. Queríamos generar una cultura del servicio y de la participación, acompañar a otros en su dolor, en su sufrimiento y eso funcionó, así muy libremente.
Juan Carr

Red Solidaria desde un comienzo conectó a personas con algo de tiempo disponible con otras personas que tuvieran alguna necesidad. A través de un programa de radio y de los medios de comunicación descubrieron la forma de ayudar que tanto buscaban: cada vez que alguno de ellos aparecía en algún medio los teléfonos no paraban de sonar.
En 2008 Juan Carr deja su posición como Director de Red Solidaria a Manuel Lozano, y va tras el proyecto de replicar la Red en todo el mundo están comenzando Distrito Federal de México, Barcelona, Boston, Asunción, Santiago de Chile, Ecuador, Uruguay, Brasil, Colombia, México, Guam, China y algunas ciudades de Uruguay y de Brasil. En 2009 junto con otros profesionales, funda el primer Centro Universitario de lucha contra el Hambre en la Facultad de Ciencias Veterinarias de la Universidad de Buenos Aires y en 2011 junto a tres amigos la agencia de comunicación Mundo Invisible para que los más postergados de la Argentina y de todo el mundo tengan también prensa y comunicación.